# Лабастид-ан-Валь
Лабасти́д-ан-Валь (фр. Labastide-en-Val) — коммуна во Франции, находится в регионе Лангедок — Руссильон. Департамент коммуны — Од. Входит в состав кантона Лаграс. Округ коммуны — Каркасон.
Код INSEE коммуны — 11179.

## Население
Население коммуны на 2008 год составляло 74 человека.
| 1962 | 1968 | 1975 | 1982 | 1990 | 1999 | 2008 |
| ---- | ---- | ---- | ---- | ---- | ---- | ---- |
| 71   | 106  | 90   | 76   | 58   | 75   | 74   |

## Экономика
В 2007 году среди 33 человек в трудоспособном возрасте (15—64 лет) 24 были экономически активными, 9 — неактивными (показатель активности — 72,7 %, в 1999 году было 59,5 %). Из 24 активных работали 19 человек (11 мужчин и 8 женщин), безработных было 5 (1 мужчина и 4 женщины). Среди 9 неактивных 3 человека были учениками или студентами, 3 — пенсионерами, 3 были неактивными по другим причинам.